# Fläckkindad lövtyrann
Fläckkindad lövtyrann (Phylloscartes ventralis) är en fågel i familjen tyranner inom ordningen tättingar.

## Utseende och läte
Fläckkindad lövtyrann är en liten olivgul flugsnapparliknande fågel med lång slank stjärt som ofta hålls rest. Ovansidan är olivgrön och undersidan gul. Vidare har den ett ljust ögonbrynsstreck, vit haka och två ljusa vingband. Sången är kort och ljus.

## Utbredning och systematik
Fläckkindad lövtyrann delas in i tre underarter:
- Phylloscartes ventralis angustirostris – förekommer i Andernas östsluttning från Peru (San Martín) till norra Bolivia
- Phylloscartes ventralis tucumanus – förekommer i Anderna i nordvästra Argentina (Jujuy till Tucumán och Catamarca)
- Phylloscartes ventralis ventralis – förekommer från sydöstra Brasilien (Minas Gerais) till Uruguay, östra Paraguay, nordöstra Argentina

### Familjetillhörighet
Arten placeras traditionellt i familjen tyranner. DNA-studier visar dock att Tyrannidae består av fem klader som skildes åt redan under oligocen, pekar på att de skildes åt redan under oligocen, varför vissa auktoriteter behandlar dem som egna familjer. Bahialövtyrannen med släktingar placeras då i Pipromorphidae.

## Levnadssätt
Fläckkindad lövtyrann hittas i bergsskogar med bland annat Araucaria. Den födosöker aktivt i skogens mellersta och övre skikt, ofta som en del av kringvandrande artblandade flockar.

## Status och hot
Arten har ett stort utbredningsområde, men tros minska i antal, dock inte tillräckligt kraftigt för att den ska betraktas som hotad. Internationella naturvårdsunionen IUCN listar arten som livskraftig (LC).